# Eliasz Jan Łącki
Eliasz Jan Łącki herbu Szeliga (zm. 1685), pułkownik, później generał-major, chorąży ziem pruskich, dowódca obrony Warszawy [14–17 czerwca 1657 przed wojskami szwedzko-siedmiogrodzkimi w czasie potopu szwedzkiego i obrony Lwowa w 1672 przed wojskiem turecko-kozackim. W listopadzie 1673 r. uczestniczył w bitwie pod Chocimiem, w 1674 brał udział w wyprawie na Ukrainę, w 1676 (już jako generał major) w czasie walk pod Żurawnem dowodził obroną szańca nad Dniestrem. W wyprawie wiedeńskiej 1683 r. stał na czele brygady piechoty. Zmarł między 1 VI a 4 VII 1685 r. Żonaty był 1o voto z Anną Teofilą Markowską, z którą miał córki Katarzynę Mariannę i Anielę. 2o voto był żonaty z Katarzyną de Kochany Polanowską herbu Pobóg, siostrą Mikołaja Polanowskiego, wdową po Kazimierzu Kłodnickim herbu Sas, z którą nie pozostawił potomstwa. Wdowa po śmierci Łąckiego w 1687 roku poślubiła Jana Franciszka Mrozowickiego herbu Prus III, stolnika trembowelskiego, późniejszego sędziego ziemskiego lwowskiego.